# シカゴ8
シカゴ8（原題Chicago VIII）はアメリカ合衆国のロックバンド、シカゴの7枚目のスタジオアルバムである。1975年に発売された。シカゴ7で経験した実験的なジャズ／ポップのスタイルを受けて、その続編ともいうべきこのアルバムでは、バンドは落ち着きのある整理された音に立ち帰っている。
バンドの活動は休むことなく5年間にわたって続いたが、そうした5年を経て、シカゴ8をジェイムズ・ウィリアム・ガルシオが所有する、コロラドのカリブー・ランチ・スタジオに1974年の夏に録音のために訪れたのだが、その頃にはシカゴのメンバーは疲れきっていた。シカゴ8では、音楽のスタイルの多様性が探求されたのだが、それはシカゴ6を思わせるところがあった。しかし、特にこのシカゴ8には、より明確なロックのフィーリングがあり、そうしたフィーリングはピーター・セテラ作の「エニウェイ・ユー・ウォント」と「ハイダウェイ」などから聞き取ることができる。テリー・キャス作のジミ・ヘンドリックスに捧げた「オウ・サンキュー・グレイト・スピリット」やジェイムズ・パンコウのヒット曲「オウルド・デイズ」（第5位）、バラッド曲、「ブラン・ニュー・ラヴ・アフェア、パート1&2」（第61位）といった曲なども同様のフィーリングを持っている。
ラム作の、郷愁を誘う「ハリー・トルーマン」（第13位）が既にヒットしていたのだが、シカゴ7が依然としてチャートの好位置にとどまっていたため、シカゴ8は1975年3月までその発売が延期されていた。また、シカゴ8は、アメリカ国内のチャートではやすやすと第1位を達成したが、批評家達からは煮え切らない反応しか返ってこなかった。シカゴのアルバムの中で最も魅力の無いアルバムのひとつだと現在も一般的に考えられているが、これまでのところ、シカゴのアルバムでチャート入りしていた期間が一番短くなるという結果となってしまった。また、このアルバムは、セッション・パーカッショニストのローディール・デ・オリヴェイラをれっきとしたバンドのメンバーとして取り上げた最初のアルバムでもある。バンドの当初からの顔ぶれに、初めて、新たなメンバーが加わったのである。
当初のLPパッケージには、アルバム・カヴァーがTシャツ用アイロンプリントになったものと、警察官に停車を命じられたステイション・ワゴンに乗ったバンドメンバーのポスターが同封されていた。
このアルバムは、2チャンネルステレオと4チャンネル方式の二つのミックスで作成され、発売された。2002年に、シカゴ8はライノウ・レコードからリマスター盤が再発売された。この再発盤には未発表曲が2曲追加されている。キャス作の「シックスス・センス」（器楽曲、あるいはカラオケの可能性あり）とラム作の「ブライト・アイズ」である。また、ディック・クラークの大晦日の特別番組「ロッキン・ニュー・イヤーズ・イヴ」用の「サテン・ドール」も含まれている（すべてボーナス・トラック扱い）。

## 註
1. ↑  Planer, Lindsay. “Chicago VIII - Chicago : Songs, Reviews, Credits, Awards”.   AllMusic. 2012年6月18日閲覧。